# 新增東國輿地勝覽

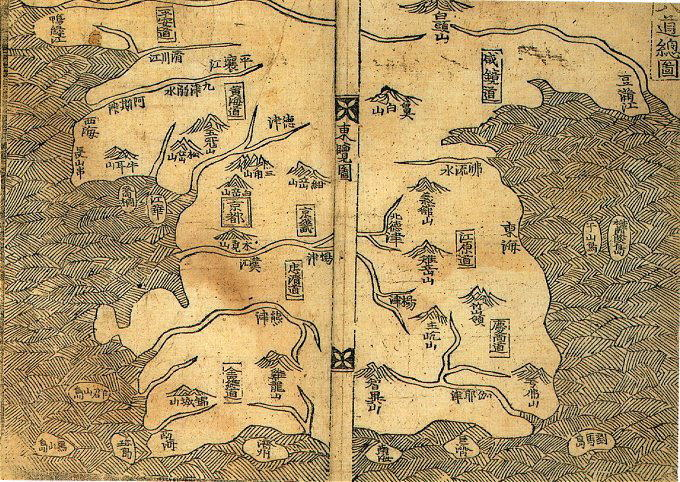
《新増東国輿地勝覧》朝鮮八道總図

《新增東國輿地勝覽》（諺文：신증동국여지승람）是朝鲜王朝時期編纂的地理書籍。原名《東國輿地勝覽》，後有所增刪而得此名。該書按照一定的體系，從各個角度介紹了朝鮮各道郡的概況。

## 內容
- 京都　　卷一～卷二
- 漢城府　卷三
- 開城府　卷四～卷五
- 京畿道　卷六～卷十三
- 忠清道　卷十四～卷二十
- 慶尚道　卷二十一～卷三十二
- 全羅道　卷三十三～卷四十
- 黄海道　卷四十一～卷四十三
- 江原道　卷四十四～卷四十七
- 咸鏡道　卷四十八～卷五十
- 平安道　卷五十一～卷五十五

其中每地區分別介紹其名稱由來、歷史沿革、官府、寺廟、人物、土產等。